# 이담 (아나운서)
이담 (1985년 ~ )은 대한민국의 현 프리랜서 아나운서이다.

## 학력
- 은광여자고등학교
- 서울시립대학교 조경학과

## 출연 작품

### 영화
- 인랑 (2018년) - 아나운서 역